# Minuta kątowa
Minuta – jednostka miary kąta płaskiego równa 1/60 stopnia oznaczana 1′. Nie należy do układu SI.
Dzieli się na 60 sekund, czyli 3600 tercji, czyli 216.000 kwart.
1′ = (π/10.800) rad = 216.000⁗ = 3600‴ = 60″ = (1/60)° = 0,296 tysiącznej.
W typografii cyfrowej minuta kątowa oznaczana jest znakiem unis (łac.) o numerze unikodowym U+2032 PRIME – prim.